# Gertrud von Le Fort
Gertrud von Le Fort   (Minden, 11 d'octubre de 1876 - Oberstdorf, 1 de novembre de 1971) va ser una escriptora alemanya que va escriure novel·la, poesia i assaig.